# Marius (jméno)
Marius (v Čechách také často Márius) je mužské křestní jméno latinského původu – vykládá se jako „pocházející z rodu Mariů“ (římský šlechtický rod, základem je zřejmě latinské mas, maris="muž"). Podle církevního kalendáře má svátek 19. ledna coby Marius, Marta a jejich synové.

## Další varianty jména
- Marouš
- Maroušek
- Mára
- Mari
- Rius
- Majek

## Cizojazyčné ekvivalenty
Jednou z v zahraničí nejrozšířenějších variant tohoto jména je jméno Mario.
- Slovensky: Márius, Maroš
- Polsky: Mariusz
- Rusky, srbocharvátsky: Marij
- Maďarsky: Máriusz, Mário
- Italsky, španělsky, portugalsky: Mario, Marius
- Francouzsky, nizozemsky, norsky, anglicky: Marius
- Dánsky, německy: Mario, Marius

## Lidové varianty jména
- Ria
- Rioš
- zdrobněle Riošek

## Skloňování
|        | Jednotné číslo | Množné číslo |
| Vzor   | pán            | muž          |
| ------ | -------------- | ------------ |
| 1. pád | Marius         | Mariové      |
| 2. pád | bez Maria      | bez Mariů    |
| 3. pád | k Mariovi      | k Mariům     |
| 4. pád | vidím Maria    | vidím Marie  |
| 5. pád | Marie          | Mariové      |
| 6. pád | o Mariu/ovi    | o Mariích    |
| 7. pád | s Mariem       | s Marii      |

## Statistické údaje
Následující tabulka uvádí četnost jména v ČR a pořadí mezi mužskými jmény ve srovnání dvou roků, pro které jsou dostupné údaje MV ČR – lze z ní tedy vysledovat trend v užívání tohoto jména:

### Pro jménoMario
| Rok       | Četnost  | Pořadí |
| 2006      | 41       | 865    |
| 2007      | 45       | 865    |
| Porovnání | o 4 více | stejné |
| 2008      | 45       | 865    |

### Pro jménoMárius
| Rok       | Četnost | Pořadí     |
| 2006      | 5       | 3478       |
| 2007      | 5       | 3920       |
| Porovnání | stejná  | o 442 hůře |
| 2008      | 5       | 3920       |

## Známí Mariové
- Gaius Marius
- Marcus Aurelius Marius
- Simon Marius

## Jiné významy
- Super Mario – videohra